# Дудергоф (платформа)
 Дудерго́ф  (до 2020 года — Можайская) — остановочный пункт Октябрьской железной дороги в историческом районе Дудергоф города Красное Село, на однопутном перегоне Красное Село - Тайцы железнодорожной линии Санкт-Петербург — Гатчина-Балтийская.
Расположен в посёлке Дудергоф у подножия Дудергофских высот. Выход с платформы осуществляется на Набережную улицу и проспект 25 Октября.
На платформе останавливаются все проходящие через неё пригородные электропоезда.

## История
Здание вокзала построено в 1899 году, архитектором является С. Н. Лазарев-Станищев. Строилась как станция Горская, после построения вокзала население посёлка Дудергоф — дачная местность. Станция с давних пор считалась уютным местом, как говорил А. П. Верландер: «Дудергофская полустанция железной дороги».
В 1936 году через остановочный пункт прошла электрификация участка Красное Село - Тайцы. Тогда напряжение в контактной сети составляло 1,5 кВ постоянного тока.
В 1948 году после разрушений в результате боевых действий во время ВОВ движение электросекций было восстановлено.
В 1966 году участок от ст. Лигово до ст. Гатчина-Пассажирская-Балтийская был переведён на напряжение 3,3 кВ постоянного тока.
По состоянию на 2013 год большая часть здания не использовалась. На первом этаже был открыт зал ожидания, работала билетная касса.
23 сентября 2020 года, Топонимическая комиссия Петербурга одобрила переименование платформы Можайская в Дудергоф. Такое название станция получила при открытии более века назад.
Приказом ОАО «РЖД» остановочный пункт Можайская Октябрьской дороги, расположенный в Красносельском районе Санкт-Петербурга, переименован в Дудергоф, сообщила  пресс-служба ОЖД. Это название станция носила с момента открытия в 1879 году по 1950 год. В 2020 году Топонимическая комиссия Санкт-Петербурга рекомендовала вернуть остановочному пункту историческое название.

## Фотогалерея
| - Станция Дудергоф в 1910 году - Станция Дудергоф во время немецкой оккупации, 1941 год - Вид с площади перед вокзалом, 2018 год |

### Расписание электропоездов
- Официальное расписание СЗППК Архивная копия от 11 ноября 2020 на Wayback Machine
- Расписание пригородных поездов. Яндекс.Расписания.
- Расписание пригородных поездов на tutu.ru